# Assafarge
Assafarge est une ancienne paroisse civile portugaise (en portugais : freguesia) de la municipalité de Coimbra dans le district du même nom.
La loi no 11-A/2013 du 28 janvier 2013, portant réorganisation administrative du territoire des freguesias, fusionne Assafarge avec la paroisse voisine d'Antanhol pour former l’União das freguesias de Assafarge e Antanhol (dont le siège est à Assafarge).